# SS Caracas
El SS Caracas fue un buque de vapor de cabotaje construido por William Cramp & Sons en Filadelfia. Era el gemelo mayor del Valencia. Tanto el Caracas como el Valencia (que se hundió en 1906) hacían el trayecto entre Nueva York y Venezuela. La corta vida del Caracas terminó en 1888, cuando encalló en la bahía de Yaquina con el nombre de Yaquina Bay.

## Hundimiento

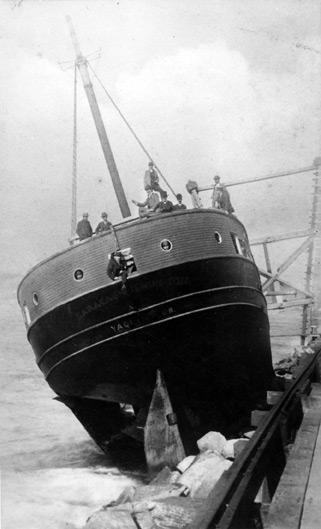
Naufragio del Yaquina Bay en el embarcadero sur cerca de la entrada a la Bahía de Yaquina.

En 1888, después de haber servido sólo 7 años en la Línea Roja D, Caracas fue vendida por 175.000 dólares a T. Egenton Hogg de la Oregon Pacific Railroad Company. Pasó a llamarse Yaquina Bay. Estaba destinado a servir entre Yaquina City, Newport y San Francisco, donde Yaquina Bay debía reemplazar al anterior buque Yaquina City, que había encallado un año antes. 
El Oregon Pacific Railroad también operaba una línea ferroviaria entre la ciudad de Yaquina y Corvallis. Al tener una combinación de servicio de barco de vapor y ferrocarril a través de Yaquina City y Corvallis en lugar de la ruta habitual a través de Portland, se podrían recortar más de 300 millas del viaje entre California y Chicago. 
Con el Yaquina Bay reiniciando el servicio de barcos de vapor de la compañía, el tiempo de viaje de California a Chicago podría volver a acortarse. Desafortunadamente, la Bahía de Yaquina nunca vio este ambicioso servicio. Mientras era entregado el 9 de diciembre de 1888, el Yaquina Bay se liberó del vapor que la remolcaba y encalló en la bahía de su homónimo cerca de los restos de la ciudad de Yaquina y fue declarada pérdida total.
Habiendo perdido una cantidad considerable de dinero en el accidente, Hogg detuvo su ambicioso proyecto y dejó Oregón destrozado. Los residentes locales creían que las empresas con sede en Portland sabotearon deliberadamente ambos barcos de Hogg, para evitar que le quitara clientes potenciales de su negocio.